# وجنو
وجنو (به ایتالیایی: Vejano) یک کومونه در ایتالیا است که در استان ویتربو واقع شده‌است.

## خصوصیات
وجنو ۴۴٫۴ کیلومترمربع مساحت و ۲٬۲۹۷ نفر جمعیت دارد و ۳۹۰ متر بالاتر از سطح دریا واقع شده‌است.